# Annette Leemann
 (mars 2024).
Si vous disposez d'ouvrages ou d'articles de référence ou si vous connaissez des sites web de qualité traitant du thème abordé ici, merci de compléter l'article en donnant les références utiles à sa vérifiabilité et en les liant à la section « Notes et références ».
Annette Leemann (* juin 1946 à Bruxelles) est une journaliste suisse d'origine belge. Elle a été présentatrice, envoyée spéciale à l'étranger et cheffe d'édition du téléjournal de la Télévision suisse romande.

## Biographie
- Formation d'institutrice
- 1967 : entrée au téléjournal romand
- 1971 : seconde[1] femme présentatrice du téléjournal romand à Zurich (après Eliane Bardet)
- 1982 : présentatrice du téléjournal à Genève
- 1989-2006 : cheffe de la rédaction du téléjournal (RTS)
- 1988-1998 : présentatrice du joker de 13h (RTL-TVI) en Belgique.